# Katie Lohmann

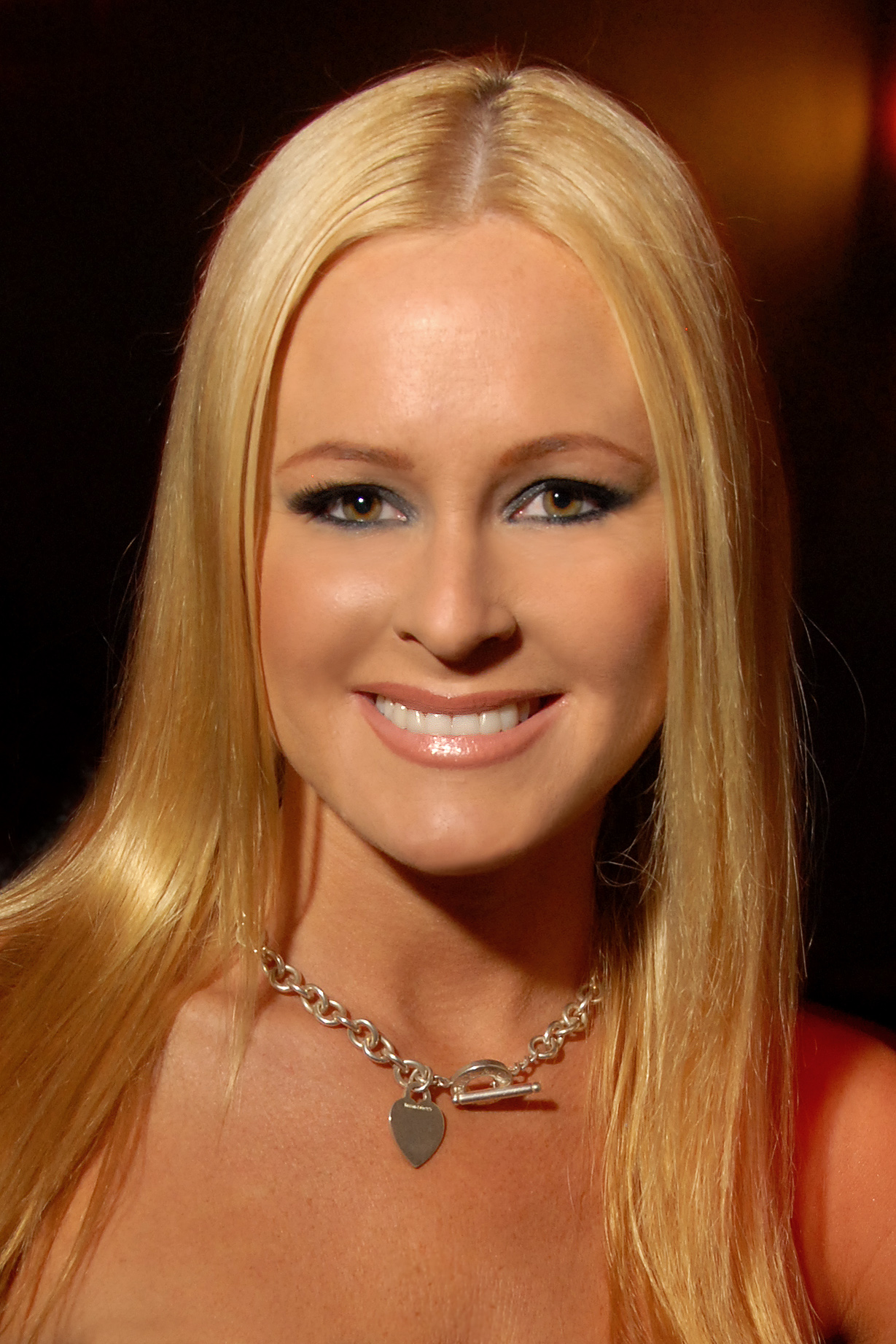
Katie Lohmann (2009)

Katherine Lohmann (* 29. Januar 1980 in Scottsdale, Arizona) ist eine US-amerikanische Schauspielerin, Playmate und Model mit deutscher und irischer Abstammung.

## Leben und Karriere
Katie Lohmann wurde 1980 als jüngste von drei Kindern in Scottsdale, Arizona, geboren. Sie hat eine Schwester und einen Bruder. Ihre Eltern ließen sich 1992 scheiden. Sie ist ein Fan von Michael Jackson, Michael Bay und den Superman-Filmen mit Christopher Reeve in der Hauptrolle.
Kathie Lohmann war im April 2001 als Playmate auf dem Cover des US-amerikanischen Playboys zu sehen. Sie wurde im Jahr 2006 auf den 58. Rang der französischen Playboy Top 100 gewählt. Sie zierte zudem das Cover der Zeitschriften Maxim, Iron Man, Tounge und People.
Im Jahr 1999 war sie das erste Mal in einem Film zu sehen. Dabei spielte sie die Tänzerin Jolle in Hot Club California. Es folgten weitere Auftritte in Bubble Boy, A.I. – Künstliche Intelligenz, Tomcats, Hot Chick – Verrückte Hühner und Auto Focus. Danach spielte sie zwischen 2003 und 2008 in vier Folgen der Fernsehserie Reno 911! mit. In der Filmkomödie College Animals ist sie in einer Szene als Frau in einem Traum zu sehen. Es folgten Gastauftritte als attraktive Frau in den Serien Nip/Tuck – Schönheit hat ihren Preis, Immer wieder Jim und als Playmate in Monk. Im Jahr 2007 war sie in der Sportkomödie 7-10 Split als Gina Jones III neben Tara Reid und Vinnie Jones zu sehen.

## Filmografie (Auswahl)
- 1999: Hot Club California
- 2001: Dead Sexy - Sexy, aber tot! (Dead Sexy)
- 2001: Bubble Boy
- 2001: A.I. – Künstliche Intelligenz (Artificial Intelligence: AI)
- 2001: Tomcats
- 2002: Hot Chick – Verrückte Hühner (The Hot Chick)
- 2002: Auto Focus
- 2003–2008: Reno 911! (Fernsehserie, vier Folgen)
- 2003: College Animals (National Lampoon Presents Dorm Daze)
- 2003: Nip/Tuck – Schönheit hat ihren Preis (Nip/Tuck, Fernsehserie, Folge 1x07 Cliff Mantegna)
- 2003: Monk (Fernsehserie, Folge 2x08 Mr. Monk, ein Playboy und viele schöne Mädchen)
- 2005: Immer wieder Jim (According to Jim, Fernsehserie, Folge 5x07 The Chick Whisperer)
- 2007: 7-10 Split